# 2024年4月

## 4月1日
- 前中華民國總統馬英九二度率團抵達中國大陸，展開11天的訪問行程。[1]
- 剛果民主共和國總統菲利克斯·齊塞克迪任命朱迪特·圖魯加（英语：Judith Tuluka）為剛果民主共和國總理。[2]
- 亞歷山德羅·羅西與米列納·加斯佩羅尼（英语：Milena Gasperoni）擔任聖馬力諾執政官。[3]
- 以色列国会通过决议，授权以色列当局封禁半岛电视台等外國媒體。[4]
- 以色列轰炸伊朗驻叙利亚大使馆，导致14人身亡，其中包括伊朗伊斯兰革命卫队圣城旅指挥官，准将穆罕默德·礼萨·扎赫迪和另外七名军官[5]。
- 日本腎臓学会（日语：日本腎臓学会）公布了47名受害者的独立调查结果，证实小林制药生产的营养补充品會造成腎損害。[6]

## 4月2日
- 巴西鲁·迪奥马耶·法耶就任塞內加爾總統。[7]
- 社會民主黨黨首路易斯·蒙特內格羅就任葡萄牙總理。[8]
- 巴基斯坦舉行2024年巴基斯坦參議院選舉（英语：2024 Pakistani Senate election）。[9]
- 中華人民共和國司法部前部長唐一軍因違法違紀接受調查。[10]
- 日本岩手縣北部沿海發生里氏6.0級地震，岩手縣北部與青森縣東部記錄震度5弱。[11]
- 土耳其伊斯坦堡一家正在裝修的夜店發生火災，29人死亡。[12]
- 通用電氣拆分為GE航天、GE Vernova（英语：GE Vernova）、GE醫療三家公司。[13]

## 4月3日
- 洪森全票當選柬埔寨參議院議長。[14]
- 澳大利亞總理安東尼·阿爾巴尼斯宣佈萨曼莎·莫斯廷擔任下一任澳大利亞總督，7月1日就任。[15]
- 多哥政府宣佈推遲原定4月20日舉行的2024年多哥議會選舉（英语：2024 Togolese parliamentary election）。[16]
- 南非國民議會議長諾西維維·馬披薩-恩卡庫拉（英语：Nosiviwe Mapisa-Nqakula）因捲入貪污醜聞辭職。[17]
- 委內瑞拉總統尼古拉斯·馬杜羅簽署將佔圭亞那大部分的埃塞奎博地區併入委內瑞拉的法令，圭亞那方面強烈反對。[18]
- 台灣花蓮縣近海發生里氏規模7.2地震。[19]
- 根據若開邦當地居民證實，若開軍砲兵營已對駐紮在安鎮的緬軍發動了攻勢。[20]

## 4月4日
- 科威特舉行2024年科威特議會選舉（英语：2024 Kuwaiti general election）。[21]
- 美國的99美分店（英语：99 Cents Only Stores）宣佈從5日起依次關停所有門店。[22]

## 4月5日
- 冰島總理卡特琳·雅各布斯多蒂爾宣佈辭職參選6月的2024年冰島總統選舉。[23]
- 在厄瓜多尔外交部宣布墨西哥驻厄大使为“不受欢迎人士”后，厄瓜多爾军警侵入墨西哥大使館逮捕寻求庇护的前副總統豪尔赫·格拉斯，随后墨西哥外交部宣布中断与厄瓜多尔的外交关系。[24][25][26]
- 美國新澤西州北部發生里氏4.8級地震。由於紐約都會區較少發生有感地震，該次地震是該地區在2011年弗吉尼亞州地震（英语：2011 Virginia earthquake）之後時隔13年的又一次較強地震。[27]
- 因烏拉爾河河水暴漲，俄羅斯奧爾斯克附近的水壩潰決，導致市內被淹，洪水還影響到鄰國哈薩克斯坦。[28]

## 4月6日
- 2024年斯洛伐克總統選舉（英语：2024 Slovak presidential election）第二輪投票，親現任總理羅伯特·菲佐的斯洛伐克國會前議長彼得·佩莱格里尼擊敗前外長伊萬·科爾喬克（英语：Ivan Korčok）當選。[29]

## 4月7日
- 海地組建臨時委員會，以期順利移交政權。[30]
- 曾为马来西亚反对党之一的砂拉越全民团结党（砂团党）党主席黄顺舸（英语：Wong Soon Koh）率党员加入砂拉越民主进步党，至此宣告砂团党正式解散。[31]
- 從莫桑比克本土開往莫桑比克島的渡船沈沒，包括躲避霍亂疫情者在內的96人死亡。[32]

## 4月8日
- 津巴布韋政府官方貨幣由津巴布韋元改為津巴布韦金，即日起開始兌換。[33]
- 2024年4月8日日食在北美洲可见。在墨西哥北部、美国中部至东北部以及加拿大东南部可见日全食，而在加勒比海国家等全食带以外的国家或地区可见日偏食。[34]
- 成功预测希格斯玻色子（俗称上帝粒子）存在的英国诺贝尔物理学奖得主彼得·希格斯逝世，终年94岁。[35][36]

## 4月9日
- 西蒙·哈里斯接替李歐·瓦拉德卡出任愛爾蘭總理。[37]
- 在妙瓦底多個緬軍據點被聯軍攻佔後，克倫軍與人民保衛軍正式向妙瓦迪的最後一個緬軍據點第275步兵營發起了攻擊。[38]

## 4月10日
- 中共中央總書記習近平與中華民國前總統、中國國民黨前主席馬英九在北京人民大會堂舉行兩人第二次會面。[39]
- 賴清德任命卓榮泰為下任中華民國行政院長。[40]
- 韓國举行大韩民国国会选举，李在明领导的共同民主党取得过半数席位。[41]
- 以色列數學家阿维·威格德森因其在随机性以及理論計算機科學方面的貢獻獲得图灵奖。[42]

## 4月11日
- 韓國總理韓悳洙以及大韩民国总统秘书室长李官燮（朝鲜语：이관섭）等高官向尹錫悅總統表明辭職。[43]
- 在克倫民族解放軍的攻擊下，克伦邊防军宣佈撤出妙瓦底，至此宣告克倫軍正式控制了妙瓦底。[44]
- 越南胡志明市法院判处万盛发集团股份公司前董事长张美兰死刑。[45]

## 4月12日
- 克里斯塔利娜·格奥尔基耶娃連任国际货币基金组织总裁。[46]

## 4月13日
- 澳洲新南威爾士州雪梨邦代匯西田邦代匯購物中心發生持刀傷人案，至少5人死亡，多人受傷，兇手被警方當場擊斃。[47]
- 为回应以色列在4月1日袭击伊朗驻叙利亚大使馆，伊朗展开报复行动，数百枚导弹和无人机空袭以色列[48]。

## 4月14日
- 在2023–24年德國足球甲級聯賽中提前五輪奪得冠軍，為其隊史首次在德甲封王。[49]
- 獲得第42屆香港電影金像獎最佳電影獎。[50]

## 4月15日
- 新加坡总理公署宣布总理李显龙将于5月15日辞职，由副总理兼财政部长黃循財出任新总理。[51]
- 马来西亚半岛多地出现剧烈高温，導致45人出现中暑所诱发的疾病，有一名22歲男子以及一名來自吉蘭丹的3歲男童因中暑身亡。45例病例中含括33例熱衰竭、11例中暑、以及1例熱癫痫。[52]

## 4月16日
- 2024年夏季奧林匹克運動會的聖火在希臘的奧林匹亞城點燃[53]，并在26日抵達雅典的帕那辛納克體育場[54]後轉交予巴黎奧運會組織委員會主席托尼·埃斯唐蓋。[55]
- 位於丹麥哥本哈根的歷史建築舊股票交易中心在維護翻新過程中發生火災，導致其標誌性的螺旋尖頂垮塌。[56]

## 4月17日
- 克羅地亞舉行2024年克羅地亞議會選舉，執政黨克羅地亞民主聯盟取得最多席位但未過半數。[57]
- 所羅門群島舉行2024年所羅門群島議會選舉（英语：2024 Solomon Islands general election）[58]，沒有黨派取得過半數議席。[59]
- 美国国土安全部长亚历杭德罗·马约尔卡斯的彈劾案在參議院遭否決。[60]
- 印度尼西亞蘇拉威西島北部附近的魯昂火山噴發。[61]
- 连日暴雨造成波斯湾沿岸地区出现罕见洪水（英语：2024 Persian Gulf floods），至少18人死亡，其中阿联酋录得75年来最高的单日降雨量。[62]
- 日本豐後水道發生里氏6.6級地震，愛媛縣與高知縣南部有較強震感。[63]
- 已知最大的海洋爬行動物泰坦魚龍屬被正式描述。[64]

## 4月18日
- 巴勒斯坦國正式加入聯合國的提案在聯合國安理會被美國一票否決。[65]
- 为报复早前伊朗对以色列的空袭，以色列对伊朗发动空袭行动。[66]
- 據稱印尼魯昂火山噴發出的二氧化硫與火山灰漂入東馬來西亞[67][來源可靠？]，導致西馬飛往砂拉越、納閩、沙巴的航班被緊急取消。不過19日砂拉越天然資源與環境局表示煙霧沒有進入砂拉越，而是僅在印尼周邊地區[68]。馬來西亞的航班也在當日全面復航[69]。

## 4月19日
- 2024年印度大選舉行第一輪投票，預計到6月1日將進行七輪投票。[70]
- 中国人民解放军战略支援部队被裁撤并被改组为信息支援部队、军事航天部队和网络空间部队。[71][72]
- 佛羅里達州男子麦克斯韦·阿扎雷洛（英语：Self-immolation of Maxwell Azzarello）在审理唐納·川普伪造商业记录案件的曼哈頓法院外自焚，其後不治身亡。[73]

## 4月20日
- 日本海上自衛隊兩架SH60K直升機在伊豆鳥島附近相撞，1人死亡，7人失蹤。[74]
- 旅行者1號的內存故障問題被修復。[75]

## 4月21日
- 馬爾代夫舉行2024年馬爾代夫議會選舉（英语：2024 Maldivian parliamentary election），執政黨人民國家會議（英语：People's National Congress (Maldives)）獲得多數席位。[76]
- 厄瓜多舉行2024年厄瓜多改憲公投（英语：2024 Ecuadorian constitutional referendum），以便軍事對抗幫派組織。[77]
- 北科索沃的塞爾維亞人集體抵制科索沃組織的以更換當地數個城鎮阿爾巴尼亞人市長的2024年北科索沃公投（英语：2024 North Kosovo referendum）。[78]

## 4月22日
- 緬甸副總統亨利班提育因身體原因辭職。[79]
- 在加拿大多倫多舉行的國際象棋世界冠軍候選人賽上，印度棋手多曼拉朱·古凱什奪得冠軍，成為有史以來最年輕的國際象棋世界冠軍挑戰者。[80]
- 國際米蘭在2023年至2024年義大利甲級足球聯賽提前五輪奪冠，為隊史第20座義甲冠軍[81]。

## 4月23日
- 牙買加成為第140個承認巴勒斯坦國的國家。[82]
- 尼加拉瓜關閉駐韓國、德國大使館以及部分領事館。[83]
- 俄羅斯國防部副部長鐵木爾·伊萬諾夫因貪腐被捕。[84]
- 哥倫比亞政府對在19世紀和20世紀開發橡膠產業時期受害的6萬名美洲原住民致歉。[85]
- 隶属于马来西亚皇家海军的一架阿古斯塔韦斯特兰AW139直升机（英语：AgustaWestland AW139）和一架歐直耳廓狐直升機马来西亚霹雳州曼绒县红土坎（英语：Lumut, Perak）相撞，造成两机共10人死亡。[86]

## 4月24日
- 北馬其頓舉行2024年北馬其頓總統選舉（英语：2024 North Macedonian presidential election）第一輪投票，戈尔达娜·西莉娅诺夫斯卡-达夫科娃和現任總統斯特沃·彭达罗夫斯基將在5月8日舉行第二輪投票。[87]
- 摩爾多瓦加告兹自治區區長葉夫根尼亞·谷促爾（英语：Evghenia Guțul）因接受俄羅斯資金援助前紹爾黨而遭遇刑事指控。[88]
- 由於妻子貝戈尼亞·戈麥斯（英语：María Begoña Gómez）涉嫌貪腐，西班牙總理佩德羅·桑切斯宣佈將在4月29日決定將來去向。[89]

## 4月25日
- 蘇格蘭民族黨與蘇格蘭綠黨的聯合政府崩潰。[90]
- 海地總理阿里埃尔·亨利在洛杉磯提出辭呈。[91]
- 韓國憲法法院判定大韓民國民法中規定給兄弟姊妹以及涉及虐待等反人倫行為的近親之特留分違反大韓民國憲法。[92]
- 神舟十八號發射升空。[93]
- 東非坦桑尼亞、肯尼亞、布隆迪一帶發生洪水，至少200人死亡。[94]

## 4月26日
- 越南共產黨中央委員會同意解除「越南四柱」之一王廷惠的越共中央政治局委員和越南國會主席職務。[95]
- 日本偶像團體早安少女組。前成員市井紗耶香在就任參議院議員當天辭職，成為歷史上任期最短的日本眾參兩院議員。[96][97]

## 4月27日
- 美國綠黨總統候選人吉爾·斯泰因在聖路易斯華盛頓大學的支持巴勒斯坦抗議活動中被捕。[98]
- 中國廣州市發生龍捲風，至少5人死亡。[99]

## 4月28日
- 因緬甸局勢沒有明顯改善，歐盟延長對緬甸制裁一年。[100]
- 日本三個選區的眾議員補選中，立憲民主黨均獲勝。[101]

## 4月29日
- 蘇格蘭首席部長洪姆扎·尤薩夫辭職。[102]
- 西班牙總理佩德羅·桑切斯表示不會辭職。[103]
- 剛果民主共和國舉行2024年剛果民主共和國參議院選舉（英语：2024 Democratic Republic of the Congo Senate election）。[104]
- 多哥舉行2024年多哥議會選舉（英语：2024 Togolese parliamentary election）。[105]
- 韓國前新世界黨黨首黃祐呂被指定為新任國民力量非常對策委員長，以填補韓東勳於2024年韓國國會選舉之後辭職導致的空缺。[106]
- 在摩納哥不敵里昂後，提前三輪成功衛冕法甲冠軍。[107]

## 4月30日
- 在哥伦比亚大学校方的授权下，纽约警方进入校园抓捕占领汉密尔顿大楼（英语：Hamilton Hall (Columbia University)）的学生，100多人被捕。[108]
- 神舟十七號返回艙在東風著陸場著陸。[109]